# کبوتر میوه‌خوار تاج‌گلی
کبوتر میوه‌خوار تاج‌گلی (نام علمی: Ptilinopus regina)، همچنین به عنوان کبوتر میوه‌خوار کلاه‌صورتی یا کبوتر میوه‌خوار سواینسون شناخته می‌شود، یک کبوتر میوه‌خوار با جثه متوسط است که در بخش‌هایی از جنوب اندونزی، شمال استرالیا و شرق استرالیا یافت می‌شود.

## پراکندگی و زیستگاه
کبوتر میوه‌خوار تاج‌گلی در جنگل‌های بارانی جلگه‌ای شمال و شرق استرالیا و جنگل‌های موسمی شمال استرالیا، جزایر سوندای کوچک و جزایر مالوکو اندونزی پراکنده است. رژیم غذایی عمدتاً از میوه‌های مختلف، نخل و انگور تشکیل شده است. ماده معمولاً یک تخم سفید تکی می‌گذارد.